# Картедж (Техас)
Картедж (англ. Carthage) — місто (англ. city) в США, в окрузі Панола штату Техас. Населення — 6569 осіб (2020).

## Географія
Картедж розташований за координатами 32°9′7″ пн. ш. 94°20′14″ зх. д. / 32.15194° пн. ш. 94.33722° зх. д. (32.152046, -94.337111).  За даними Бюро перепису населення США в 2010 році місто мало площу 27,67 км², з яких 27,61 км² — суходіл та 0,06 км² — водойми.

## Демографія
Згідно з переписом 2010 року, у місті мешкало 6779 осіб у 2628 домогосподарствах у складі 1745 родин. Густота населення становила 245 осіб/км².  Було 2909 помешкань (105/км²).
Расовий склад населення:
| - 69,5 % — білих - 21,1 % — чорних або афроамериканців - 0,7 % — азіатів - 0,5 % — корінних американців - 6,5 % — осіб інших рас |

До двох чи більше рас належало 1,7 %. Частка іспаномовних становила 11,0 % від усіх жителів.
За віковим діапазоном населення розподілялося таким чином: 24,6 % — особи молодші 18 років, 59,2 % — особи у віці 18—64 років, 16,2 % — особи у віці 65 років та старші. Медіана віку мешканця становила 35,9 року. На 100 осіб жіночої статі у місті припадало 88,3 чоловіків;  на 100 жінок у віці від 18 років та старших — 83,8 чоловіків також старших 18 років.
Середній дохід на одне домашнє господарство  становив 60 141 долар США (медіана — 47 163), а середній дохід на одну сім'ю — 71 048 доларів (медіана — 52 083). Медіана доходів становила 42 317 доларів для чоловіків та 27 048 доларів для жінок. За межею бідності перебувало 17,6 % осіб, у тому числі 27,2 % дітей у віці до 18 років та 11,2 % осіб у віці 65 років та старших.
Цивільне працевлаштоване населення становило 2740 осіб. Основні галузі зайнятості: освіта, охорона здоров'я та соціальна допомога — 22,7 %, сільське господарство, лісництво, риболовля — 21,5 %, роздрібна торгівля — 11,2 %, виробництво — 8,6 %.